# Separah
Separah is een bestuurslaag in het regentschap Bangkalan van de provincie Oost-Java, Indonesië. Separah telt 2912 inwoners (volkstelling 2010).